# Gallinula
Genre
Gallinula est un genre d'oiseaux de la famille des Rallidae. Ses espèces ont pour nom normalisé « gallinule ». Elles sont souvent connues sous le nom de poules d'eau.

## Liste des espèces
Selon la classification de référence du Congrès ornithologique international (version 15.1, 2025) :
- Gallinula tenebrosa – Gallinule sombre
- Gallinula galeata – Gallinule d'Amérique
- Gallinula chloropus – Gallinule poule-d'eau
- Gallinula comeri – Gallinule de Gough
- Gallinula silvestris – Gallinule d'Édith

Espèces éteintes :
- †Gallinula nesiotis – Gallinule de Tristan da Cunha
- †Gallinula pacifica – Gallinule punaé